# Blokkade (meteorologie)

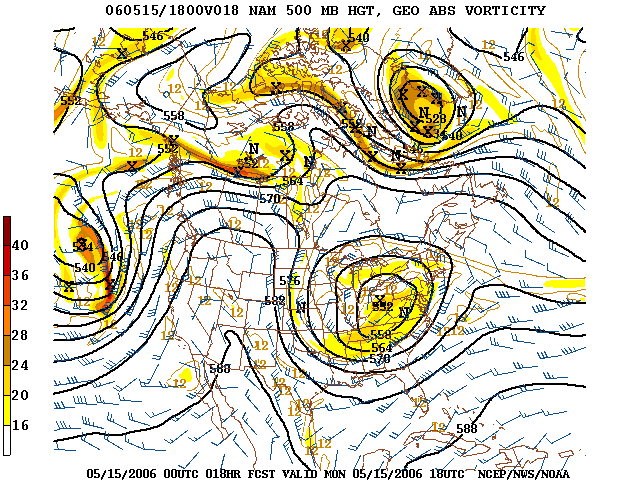
Voorbeeld van een omegablok boven Noord-Amerika

Een blokkerend hogedrukgebied, blokkade of blocking in de atmosfeer is een drukverdeling waarbij een groot hogedrukgebied de weg blokkeert voor depressies. Het weer kan dan weken achtereen nauwelijks veranderen, wat kan leiden tot periodes van hitte, kou of droogte. Onduidelijk is waardoor blokkades ontstaan en waarom ze opeens weer verdwijnen. Waarschijnlijk ontstaan ze als de straalstroom met grote op- en neergaande golven van west naar oost stroomt. Een bekende blokkade is de omegablokkade, zo genoemd omdat het de vorm heeft van de Griekse hoofdletter omega (Ω). Aan weerszijden van het hogedrukgebied bevindt zich dan een depressie.

Golfpatroon straalstroom
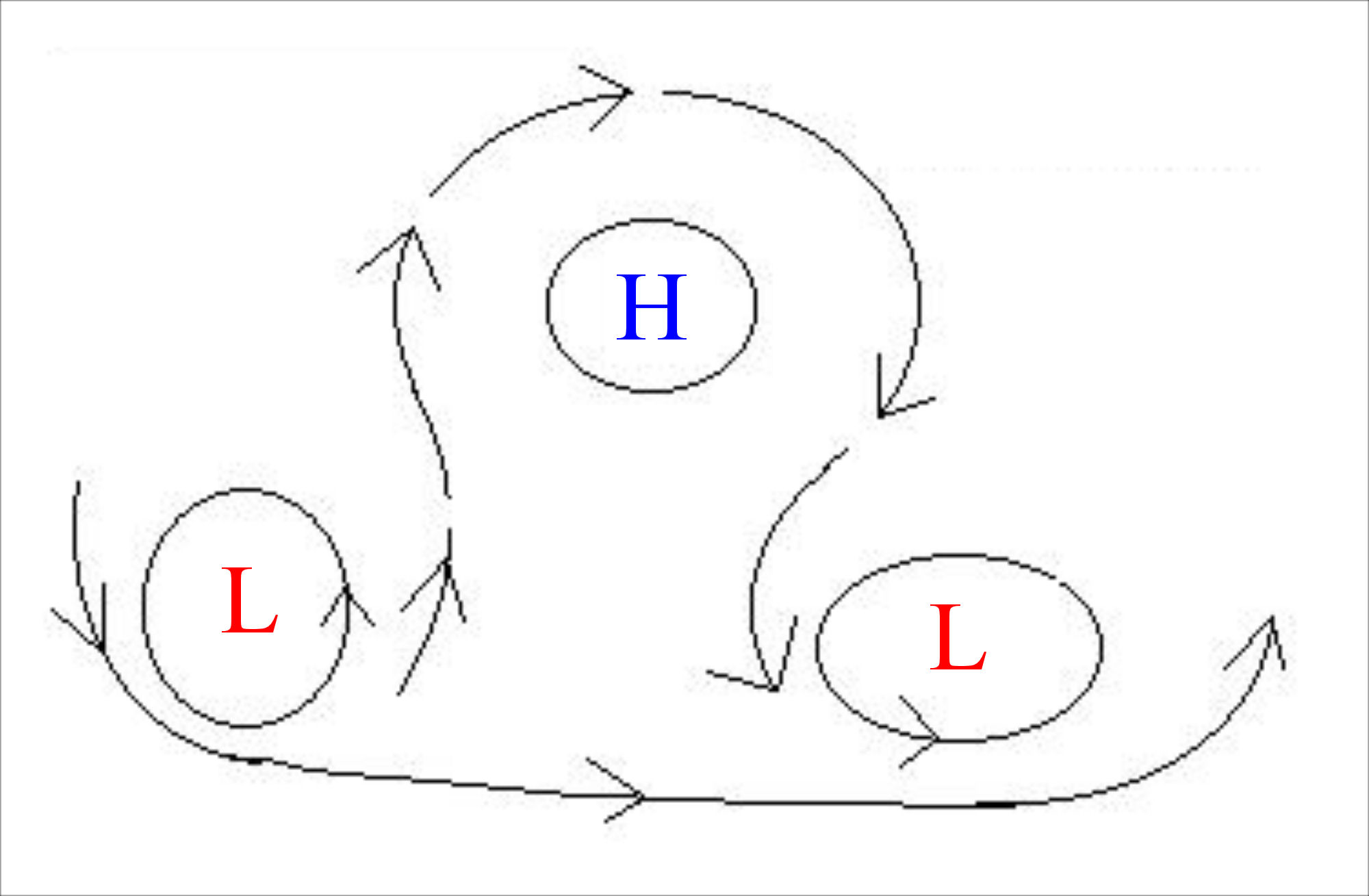
Omegablokkade